# Ta Ta Wayo Wayo
Ta Ta Wayo Wayo (с англ. — «Та Та Уэйо Уэйо») — песня американской рок-группы The Cars, шестой трек с альбома Door to Door.

## О песне
Песня была написана и спета вокалистом, ритм-гитаристом и автором песен Риком Окасеком. Продюсером был сам Окасек с клавишником группы в роли дополнительного продюсера Грегом Хоуксом.

### История
Образованная в Бостоне в 1976 году, The Cars состояла из Рика Окасека, Бенджамина Орра, Эллиота Истона, Дэвида Робинсона и Грега Хоукса, которые на протяжении 1970-х годов входили и выходили из нескольких групп. Став основной частью клуба, группа записала несколько демо в начале 1977 года. Некоторые из этих песен позже появились в готовом виде на дебютном альбоме группы, такие как "Just What I Needed" и "My Best Friend's Girl", в то время как другие были сохранены для более позднего релиза, такие как "Leave or Stay" и "Ta Ta Wayo Wayo".
Это демо было выпущено на сборнике 1995 года Just What I Needed: The Cars Anthology и длилось 2 минуты и 48 секунды.

## Другие появления
После выпуска на альбоме Door to Door в августе 1987 года, песня была выпущена на двадцать втором в общем и первом с альбома сингле You Are the Girl также в августе 1987 года. Сингл достиг 17-го места в Billboard Hot 100. Он также достиг 2-го места в чарте Mainstream Rock Tracks и 12-го места в чарте Adult Contemporary. Это был 13-й и последний хит The Cars в Топ-40.

## Участники записи
- Рик Окасек — вокал, гитара
- Бенджамин Орр — бас-гитара, бэк-вокал
- Грег Хоукс — бэк-вокал, клавишные
- Эллиот Истон — бэк-вокал, соло-гитара
- Дэвид Робинсон — бэк-вокал, ударные